# Östa naturreservat
Östa naturreservat ligger i Heby kommun, Uppsala län, belägen på en halvö vid Dalälven, vid orten Östa och invid Färnebofjärdens nationalpark.
Området är naturskyddat sedan 2006 och är 911 hektar stort. Reservatet består av högmossar, trädbevuxna myrmarker och gammelskogar samt sandstränder och ängar.